# Combinado nórdico nos Jogos Olímpicos de Inverno de 1960
O combinado nórdico nos Jogos Olímpicos de Inverno de 1960 consistiu de um único evento disputado por homens em Squaw Valley, nos Estados Unidos. O evento realizou-se no dia 22 de fevereiro de 1960.

## Medalhistas
| Ouro   | EUA Georg Thoma     |
| Prata  | NOR Tormod Knutsen  |
| Bronze | URS Nikolay Gusakov |

## Resultados
| Posição           | Atleta                | Pontos  |
| ----------------- | --------------------- | ------- |
| Medalha de ouro   | EUA Georg Thoma       | 457,952 |
| Medalha de prata  | NOR Tormod Knutsen    | 453,000 |
| Medalha de bronze | URS Nikolay Gusakov   | 452,000 |
| 4                 | FIN Pekka Ristola     | 449,871 |
| 5                 | URS Dmitry Kochkin    | 447,694 |
| 6                 | NOR Arne Larsen       | 444,613 |
| 7                 | NOR Sverre Stenersen  | 438,081 |
| 8                 | SWE Lars Dahlqvist    | 436,532 |
| 9                 | FIN Paavo Korhonen    | 434,984 |
| 10                | SWE Bengt Eriksson    | 433,710 |
| 11                | NOR Gunder Gundersen  | 433,048 |
| 12                | URS Mikhail Pryakin   | 432,952 |
| 13                | EUA Günter Flauger    | 432,742 |
| 14                | ITA Enzo Perin        | 432,290 |
| 15                | JPN Yosuke Eto        | 429,984 |
| 16                | URS Leonid Fyodorov   | 427,548 |
| 17                | EUA Rainer Dietel     | 426,645 |
| 18                | CZE Vlastimil Melich  | 425,097 |
| 19                | POL Józef Karpiel     | 419,984 |
| 20                | EUA Martin Körner     | 416,645 |
| 21                | AUT Alois Leodolter   | 414,984 |
| 22                | FIN Ensio Hyytiä      | 414,758 |
| 23                | FIN Martti Maatela    | 412,000 |
| 24                | JPN Akemi Taniguchi   | 409,226 |
| 25                | CAN Irvin Servold     | 399,565 |
| 26                | USA Alfred Vincelette | 395,274 |
| 27                | USA Theodore Farwell  | 386,694 |
| 28                | CAN Clarence Servold  | 382,710 |
| 29                | USA John Cress        | 375,306 |
| 30                | USA Craig Lussi       | 361,919 |
| 31                | AUS Hal Nerdal        | 332,387 |
| -                 | JPN Rikio Yoshida     | DNF     |
| -                 | JPN Takashi Matsui    | DNF     |

- Legenda: DNF = Não completou a prova (Did not finish)